# 강 미하일
강 미하일 이바노비치(Кан Михаил Иванович, Khan Mikhail Ivanovich, 1910년 8월 12일 ~ 1961년 1월 3일)는 소련의 고려인으로 소련군 장교였으며, 해방 직후 평양의 소련 군정에서 통역 등의 일을 담당했다. 해방 직후 1945년 10월 15일 평양민보가 창간되기 전 북한의 유일한 신문이었던 소련군 기관지 조선신문(朝鮮新聞)의 편집장을 지냈다. 소련 군정 당시 그의 계급은 소좌(소령)였고, 중좌(중령)까지 진급했다. 그는 잠시나마 소련에 의해 ‘잠재적인’ 북한의 지도자로 고려된 적이 있다.

## 생애
강 미하일은 1910년 8월 12일 러시아 연해주 우수리스크에서 태어났다. 한국 이름은 강용구이다. 1925년부터 1927년까지 우수리스크에 있는 학교에서 수학했다. 1931년 11월 러시아 공산당에 입당했으며 1937년 가을부터 1941년까지 카자흐스탄 크질오르다에서 한글 신문 『레닌기치』의 대표로 근무했다. 1941년 4월 카자흐스탄 크질오르다 노동적군으로 입대하여, 소련군 제25군 7호정치국 소좌가 되었다. 1945년 해방 후 북한으로 가서 소련군정 민정사령부의 수석 통역관으로 일했다. 이후 북한 정국 수습과 치안 유지 활동을 했으며, 1948년 12월 북한 주둔 소련군이 철수할 때 소련으로 귀환했다. 강 미하일은 1961년 1월 3일 모스크바에서 사망했다.

## 가족 관계
- 부친: 강 이반 (? ~ 1947년)
- 배우자: 이 류드밀라 알렉시브냐 (1919년 ~ 1993년)
- 장남: 강 발레리 (1941년 ~ )
- 차남: 강 블라디미르 (1943년 ~ )
- 장녀: 강 스베틀라나 (1939년 ~ 1946년)
- 차녀: 강 마리아나 (1947년 ~ )
- 3녀: 강 타말라 (1951년 ~ )